# Silo de Guadalajara
El silo de Guadalajara es un antiguo silo de grano situado en el municipio español de Guadalajara, en la provincia de Guadalajara (Castilla-La Mancha). Las instalaciones se encuentran ubicadas junto a las vías del ferrocarril y del otro silo de grano que existe en el municipio.

## Historia
Su construcción respondió a una premeditada organización para el almacenamiento de cereal, dentro de la política implementada por el régimen franquista a través del Servicio Nacional del Trigo. Entró en servicio en 1967 y contaba con una capacidad de almacenamiento de 5.000 toneladas. Con posterioridad, el silo guadalajareño pasaría a manos del Servicio Nacional de Cereales en 1969 y, dos años después, del Servicio Nacional de Productos Agrarios (SENPA).

## Características
Se trata de un silo del tipo B. Las unidades de esta tipología poseen una altura máxima de 40 metros, estando constituida su estructura de hormigón armado por un conjunto de celdas cuadrangulares de ladrillo armado; cada celda cuadrangular tiene un diámetro de 3,75 metros. Su estilo arquitectónico se caracteriza por la influencia del llamado estilo internacional. Las instalaciones cuentan con una capacidad de almacenamiento de unas 5.000 toneladas.